# Stannopalladinite
La stannopalladinite è un minerale descritto nel 1947 in base ad una scoperta avvenuta nei giacimenti di Noril'sk in Russia. Il nome deriva dalla sua composizione chimica in quanto contiene stagno (stannum in latino) e palladio.

## Morfologia
La stannopalladinite è stata trovata sotto forma di cristalli cubici allungati ed arrotondati ed in granuli fino a 0,1mm.

## Origine e giacitura
La stannopalladinite si presenta associata con ferroplatinum e niggliite..